# Terraformering

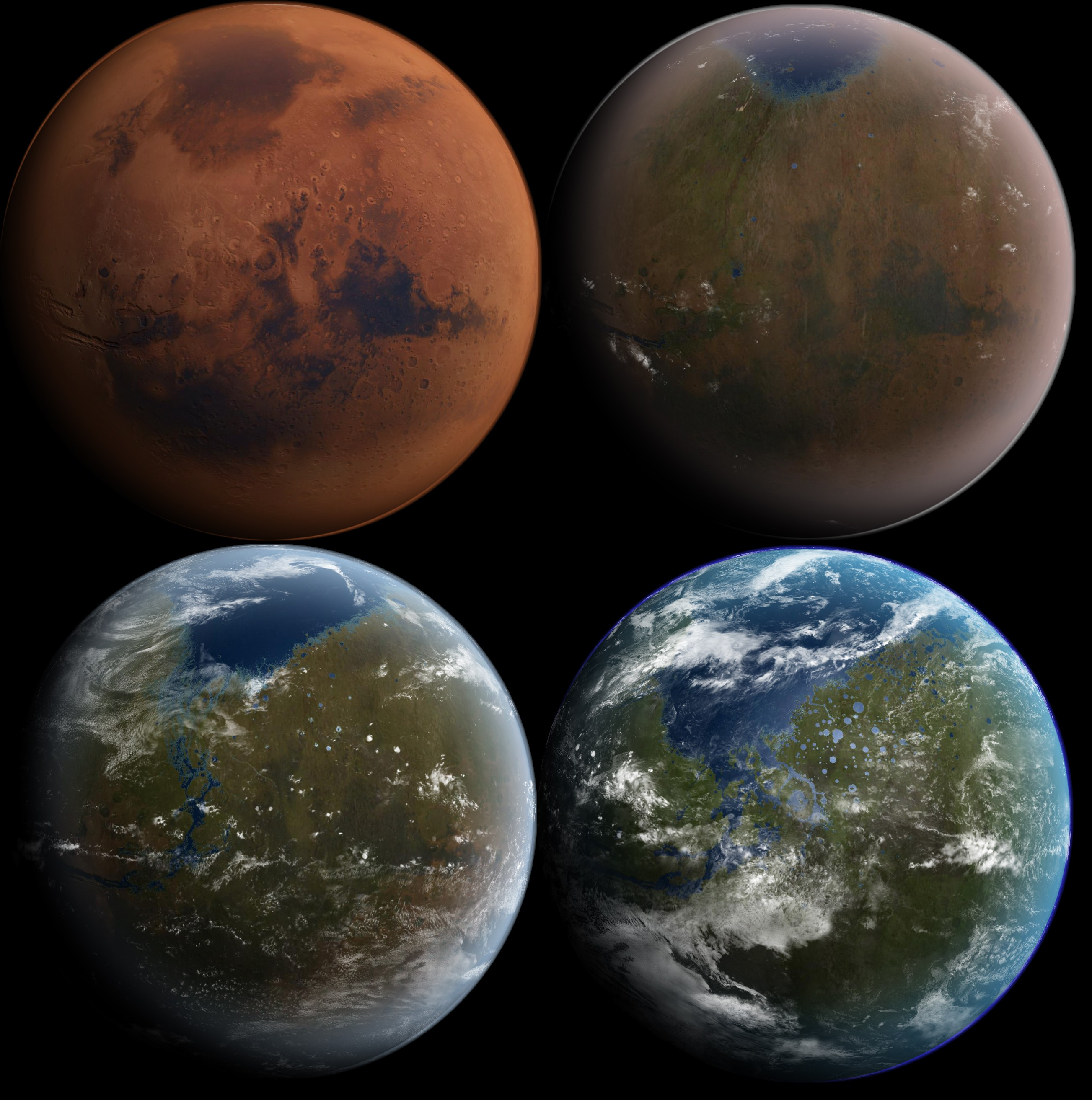
Terraformering av Mars i fyra stadier av utveckling.

Terraformering är ett förslag som innebär att människan skall göra aktiva ingrepp i någon eller några av de faktorer som påverkar förutsättningarna för bildandet av en atmosfär på en planet, måne eller annan himlakropp med avsikten att göra den mer lik jorden. Vanligtvis är det biosfären som behöver göras mer tempererad och syrerik. 

## Terraformering av Mars

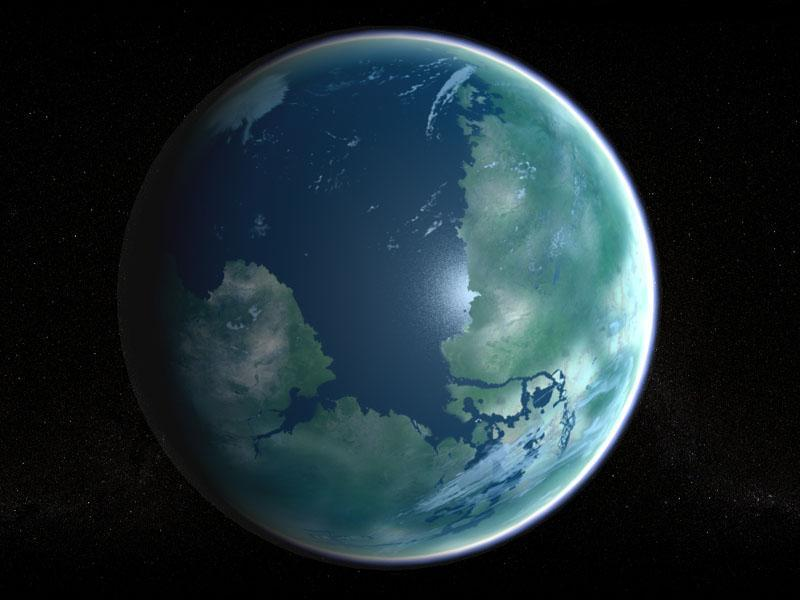
Hur Mars kan se ut efter en terraformning.

Mars är den planet i solsystemet som mest liknar jorden, vilket gör att Mars (troligen) är den planet som är lättast att terraformera. Det finns teorier om att Mars en gång hade en mer jordliknande miljö tidigt i sin historia, med en tjockare atmosfär och rikligt med vatten som förlorades under loppet av hundratals miljoner år.
Terraformering av Mars handlar om en (än så länge) fiktiv metod att göra Mars beboelig för människor, växter och djur genom att förändra Mars atmosfär. Till exempel skulle ett stort utsläpp av växthusgaser användas för att höja temperaturen på planetens yta genom att absorbera en större del av solvärmen. Ett av de större problemen med teorin är Mars avsaknad av en magnetosfär som behövs för att styra bort farlig joniserande strålning från solen. En höjning av temperaturen får troligtvis som bieffekt att isen vid polerna smälter och ger därmed en möjlighet för så kallade extremofiler att klara sig på planetens yta. Dessa kan sedan påskynda en fortsatt utveckling av bildandet av en skyddande atmosfär och i förlängningen en fungerande biosfär.

### Spegelreflektion av solljus
Det första steget blir att placera speglar i omloppsbana runt Mars. Speglarna skulle vara gjorda av material från Mars månar (Phobos och Deimos). Speglarna ska reflektera solljus som smälter isen vid polerna. Det skulle frigöra en stor mängd koldioxid som skulle bygga på Mars atmosfär och det skulle göra att inte all värme försvann från Mars när solen går ner.

### Vatten
När det mesta av all is smält så skulle det bli så mycket vatten på Mars att det knappt blev något land kvar. Man kan därefter plantera växter på Mars som bildar syre till atmosfären.

### Vegetation
När vattnet är skapat är det bara vegetationen kvar innan terraformeringen är lyckad. Eftersom Mars är en helt annan miljö än jorden så kanske inte alla jordiska växter kan leva på Mars. Man skulle då få testa och experimentera i ett laboratorium på jorden tills man har kommit fram till en växt som skulle kunna leva på Mars. Man skulle då kunna plantera hela skogar på Mars och bilda ett vädersystem. När vegetationen var klar skulle det finnas vatten, växter och syre och då skulle människor kunna flytta till Mars.

## Terraformering av Venus

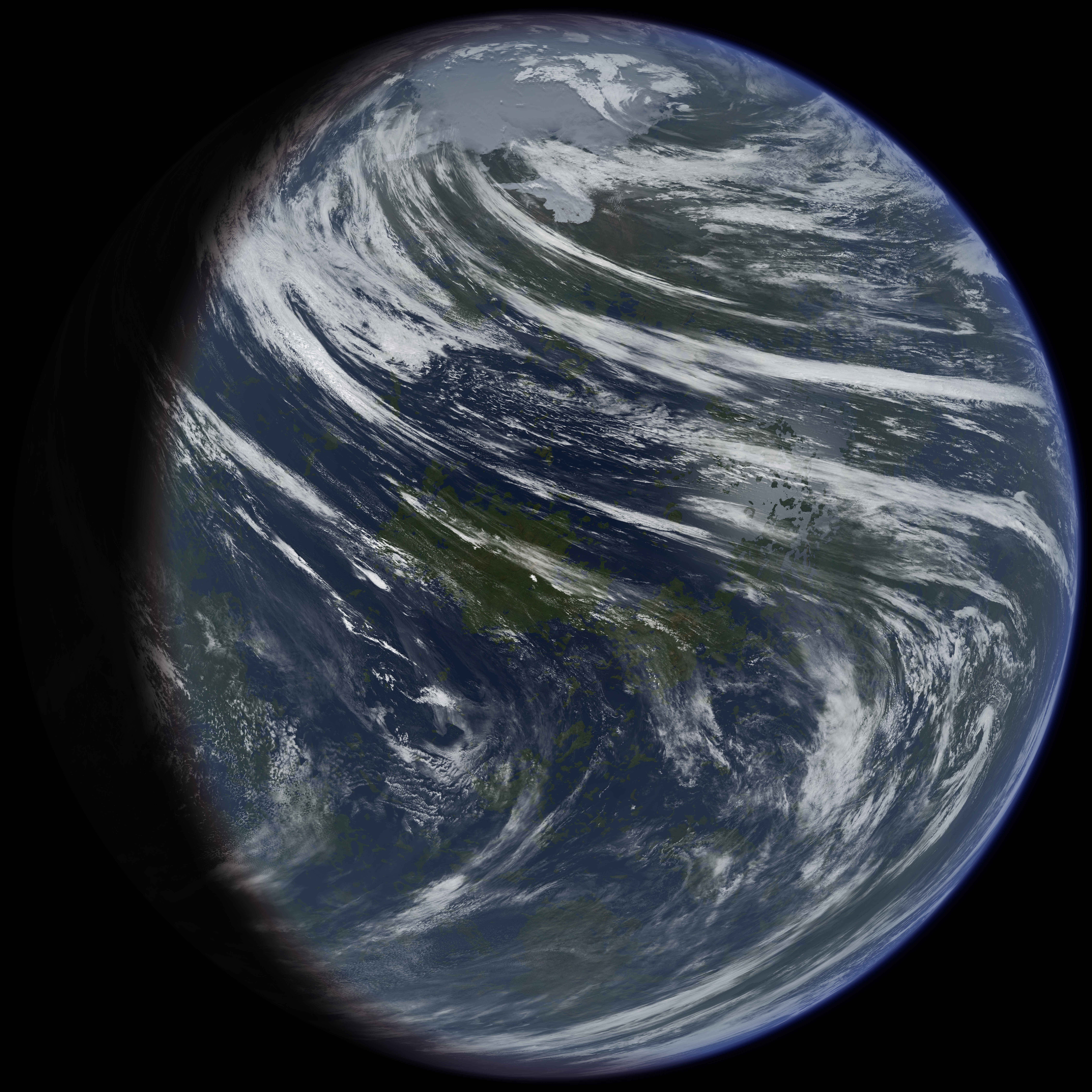
En vision om hur Venus skulle kunna se ut efter en terraformering.

För att Venus ska kunna terraformeras måste man reducera värmen på planetens yta. Rent teoretiskt skulle det kunna uppnås med hjälp av stora speglar som reflekterar en del av solstrålningen som annars skulle nå planeten eller genom en ändrad sammansättning av planetens atmosfär. Terraformeringen av Venus är antagligen svårare än att terraformera Mars.

## Terraformering av andra himlakroppar i solsystemet

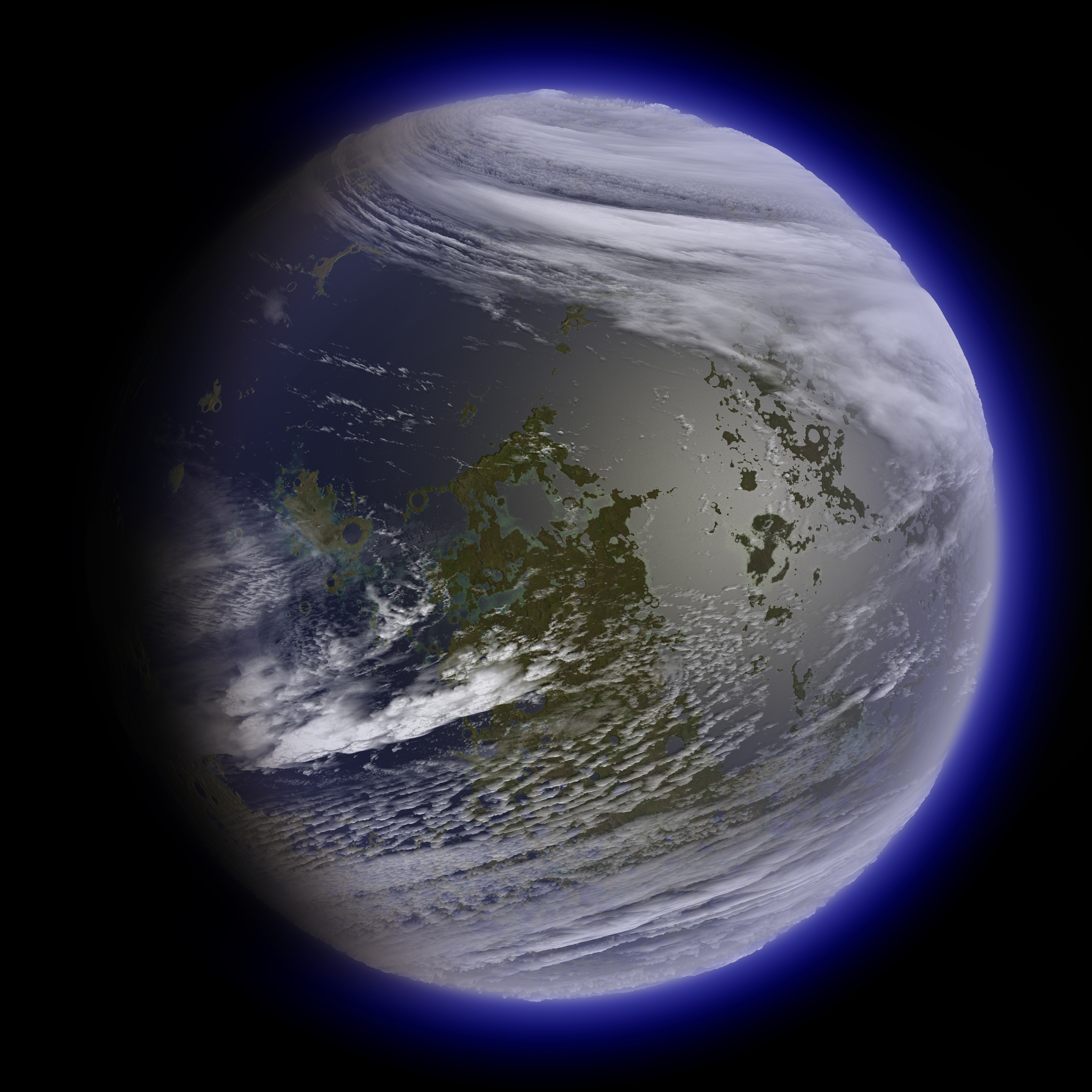
En vision om hur månen skulle kunna se ut efter en terraformering.

Andra möjliga kandidater för terraformering är:
- Europa[3][4][5]
- Månen
- Merkurius
- Ceres
- Callisto
- Ganymedes
- Titan
- Enceladus

Men de flesta av dessa himlakroppar har för lite massa och gravitation för att hålla en atmosfär på obestämd tid (även om det kan vara möjligt, men det är inte helt säkert, att en atmosfär skulle förbli under tiotusentals år eller fyllas på efter behov). Dessutom, bortsett från månen och Merkurius, skulle de flesta av dessa himlakroppar vara så långt borta från solen att det skulle vara mycket svårare än ens Mars att tillsätta tillräckligt med värme. Terraformering av Merkurius skulle presentera olika utmaningar, men i vissa avseenden skulle vara lättare än att terraformera Venus. Möjligheten att terraformera Merkurius poler lagts fram, utan att diskuterats. Att terraformera Saturnus måne Titan har flera unika fördelar, såsom ett atmosfärstryck som liknar jorden och ett överflöd av kväve och fruset vatten. Jupiters månar Europa, Ganymedes och Callisto har också ett överflöd av vattenis.